# Kavīch
Kavīch (persiska: كويچ) är en ort i Iran.   Den ligger i provinsen Ardabil, i den nordvästra delen av landet, 400 km nordväst om huvudstaden Teheran. Kavīch ligger 1 258 meter över havet och antalet invånare är 569.
Terrängen runt Kavīch är kuperad åt sydväst, men åt nordost är den platt. Terrängen runt Kavīch sluttar norrut.Runt Kavīch är det ganska tätbefolkat, med 139 invånare per kvadratkilometer. Närmaste större samhälle är Lārī, 5,0 km väster om Kavīch. Trakten runt Kavīch består i huvudsak av gräsmarker.